# Gilbert O’Sullivan

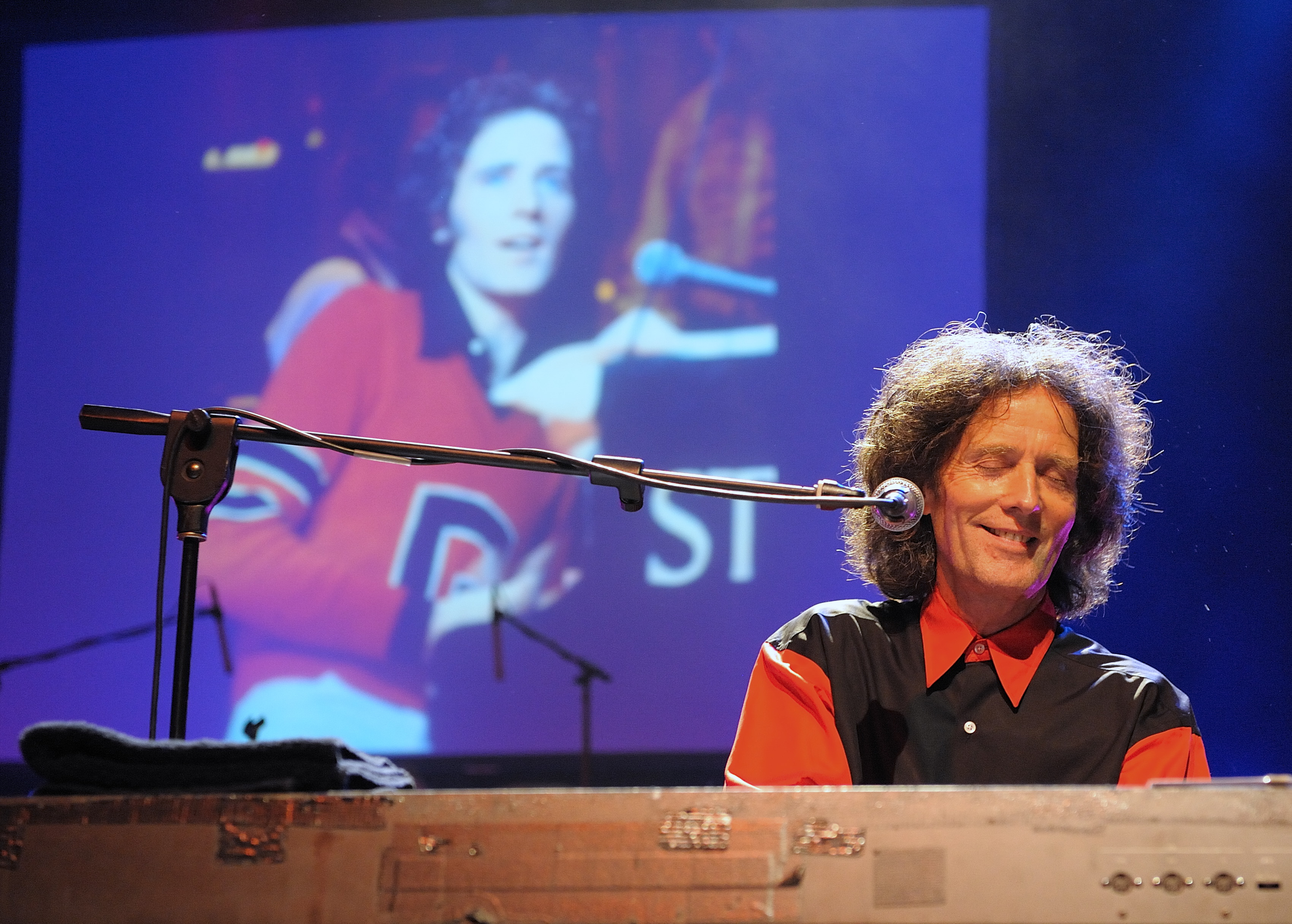
O’Sullivan bei einem Konzert in Tel Aviv, 2009

Gilbert O’Sullivan (* 1. Dezember 1946 als Raymond Edward O’Sullivan in Waterford) ist ein irischer Songschreiber und Sänger, der vor allem Anfang der 1970er Jahre erfolgreich war. Seine größten Hits waren Alone Again (Naturally), Clair und Get Down.

## Karriere

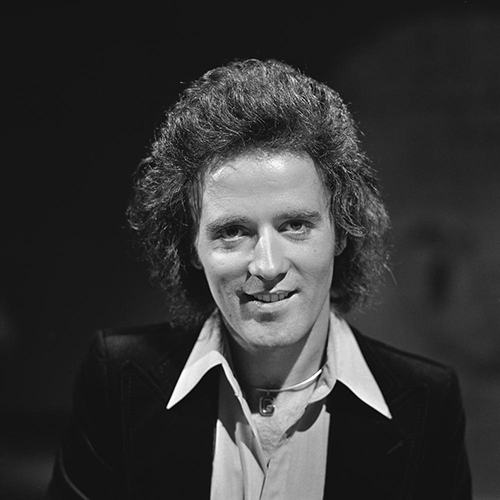
Gilbert O’Sullivan, 1974

Bereits während seiner Schulzeit spielte O’Sullivan in verschiedenen Bands und schrieb seine ersten Stücke. Mitte der 1960er Jahre nahm er die ersten Singles auf, die jedoch ohne Erfolg blieben. Stattdessen brachten The Tremeloes zwei seiner Songs heraus: You (1967) und Come On Home (1968). Nach weiteren erfolglosen Aufnahmen kam 1970 mit Nothing Rhymed der Durchbruch. Die Single stieg bis auf Platz 8 der englischen Charts.
Der Erfolg war seinem neuen Manager Gordon Mills (1935–1986) zu verdanken, der bereits Tom Jones und Engelbert Humperdinck aufgebaut hatte. Die Namensänderung von Raymond zu Gilbert gilt als Hommage an die englischen Operettenkomponisten Gilbert und Sullivan.
1971 erschien das erste Album Himself. 1972 war Clair ein Nummer-eins-Hit in England. Im gleichen Jahr erreichte Alone Again (Naturally) den Spitzenplatz in den US-Single-Charts. Auch das zweite Album Back to Front war enorm erfolgreich. 1973 wurde O’Sullivan zum „Songwriter des Jahres“ gekürt. Die dritte LP I’m a Writer, Not a Fighter kam heraus. 1974 bekam Get Down die Auszeichnung „Best Song of the Year“. In der DDR wurden seine Hits Get Down und Ooh Baby von Frank Schöbel gecovert, Get Down wurde als Amiga-Single veröffentlicht. Das vierte Album A Stranger in My Own Backyard erschien 1975, doch die Verkaufszahlen begannen zu sinken. 
1977 verklagte O’Sullivan seinen Manager und Labelinhaber Gordon Mills, weil der Plattenvertrag diesen übermäßig begünstige. Es folgte ein fünfjähriger Rechtsstreit. Im Mai 1982 sprach das Gericht O’Sullivan 7 Millionen Pfund Entschädigung zu. Über diesen Rechtsstreit war seine Karriere zum Erliegen gekommen – zwischen 1982 und 1987 gab es keine Veröffentlichungen.
In den 1990er Jahren gelang Gilbert O’Sullivan ein Comeback, vor allem in Japan. Er veröffentlichte seitdem etliche neue Aufnahmen. 
O’Sullivan wohnt mit seiner Frau, mit der er zwei Töchter hat, auf der britischen Kanalinsel Jersey. Außerdem hat er einen Zweitwohnsitz im österreichischen Bad Mitterndorf.

## Diskografie

### Studioalben
| Jahr | Titel Album                    | Höchstplatzierung, Gesamtwochen/‑monate, AuszeichnungChartplatzierungen (Jahr, Titel, Album, Platzierungen, Wochen/Monate, Auszeichnungen, Anmerkungen) | Höchstplatzierung, Gesamtwochen/‑monate, AuszeichnungChartplatzierungen (Jahr, Titel, Album, Platzierungen, Wochen/Monate, Auszeichnungen, Anmerkungen) | Höchstplatzierung, Gesamtwochen/‑monate, AuszeichnungChartplatzierungen (Jahr, Titel, Album, Platzierungen, Wochen/Monate, Auszeichnungen, Anmerkungen) | Höchstplatzierung, Gesamtwochen/‑monate, AuszeichnungChartplatzierungen (Jahr, Titel, Album, Platzierungen, Wochen/Monate, Auszeichnungen, Anmerkungen) | Höchstplatzierung, Gesamtwochen/‑monate, AuszeichnungChartplatzierungen (Jahr, Titel, Album, Platzierungen, Wochen/Monate, Auszeichnungen, Anmerkungen) | Höchstplatzierung, Gesamtwochen/‑monate, AuszeichnungChartplatzierungen (Jahr, Titel, Album, Platzierungen, Wochen/Monate, Auszeichnungen, Anmerkungen) | Anmerkungen                                                           |
| Jahr | Titel Album                    | DE | AT | CH | UK | US | IE | Anmerkungen                                                           |
| ---- | ------------------------------ | --- | --- | --- | --- | --- | --- | --------------------------------------------------------------------- |
| 1971 | Himself                        | DE23 (12 Mt.)DE | AT7 (1 Mt.)AT | — | UK5 (82 Wo.)UK | US9 (29 Wo.)US | — | Erstveröffentlichung: August 1971 Charteintritt DE, US 1972 / AT 1973 |
| 1972 | Back to Front                  | DE2 (14 Mt.)DE | — | — | UK1 (64 Wo.)UK | US48 (19 Wo.)US | — | Erstveröffentlichung: Oktober 1972                                    |
| 1973 | I’m a Writer, Not a Fighter    | DE5 (5 Mt.)DE | — | — | UK2 Gold · (25 Wo.)UK | US101 (10 Wo.)US | — | Erstveröffentlichung: September 1973                                  |
| 1974 | A Stranger in My Own Back Yard | DE38 (1 Mt.)DE | — | — | UK9 Silber · (8 Wo.)UK | — | — | Erstveröffentlichung: Oktober 1974                                    |
| 2018 | Gilbert O’Sullivan             | — | — | — | UK20 (1 Wo.)UK | — | — | Erstveröffentlichung: 24. August 2018                                 |
| 2022 | Driven                         | — | — | CH89 (1 Wo.)CH | UK26 (1 Wo.)UK | — | — | Erstveröffentlichung: 22. Juli 2022                                   |

grau schraffiert: keine Chartdaten aus diesem Jahr verfügbar
Weitere Studioalben
- 1977: Southpaw
- 1980: Off Centre
- 1982: Life and Rhymes
- 1987: Frobisher Drive
- 1989: In the Key of G
- 1991: Sounds of the Loop
- 1995: Every Song Has It’s Play
- 1997: Singer Sowing Machine
- 2001: Irlish
- 2003: Piano Foreplay
- 2006: A Scruff at Heart
- 2011: Gilbertville
- 2013: By Larry
- 2015: Latin ala G!
- 2024: Songbook

### Kompilationen
| Jahr | Titel                                                        | Höchstplatzierung, Gesamtwochen, AuszeichnungChartplatzierungen (Jahr, Titel, Platzierungen, Wochen, Auszeichnungen, Anmerkungen) | Höchstplatzierung, Gesamtwochen, AuszeichnungChartplatzierungen (Jahr, Titel, Platzierungen, Wochen, Auszeichnungen, Anmerkungen) | Höchstplatzierung, Gesamtwochen, AuszeichnungChartplatzierungen (Jahr, Titel, Platzierungen, Wochen, Auszeichnungen, Anmerkungen) | Höchstplatzierung, Gesamtwochen, AuszeichnungChartplatzierungen (Jahr, Titel, Platzierungen, Wochen, Auszeichnungen, Anmerkungen) | Höchstplatzierung, Gesamtwochen, AuszeichnungChartplatzierungen (Jahr, Titel, Platzierungen, Wochen, Auszeichnungen, Anmerkungen) | Höchstplatzierung, Gesamtwochen, AuszeichnungChartplatzierungen (Jahr, Titel, Platzierungen, Wochen, Auszeichnungen, Anmerkungen) | Anmerkungen                         |
| Jahr | Titel                                                        | DE | AT | CH | UK | US | IE | Anmerkungen                         |
| ---- | ------------------------------------------------------------ | --- | --- | --- | --- | --- | --- | ----------------------------------- |
| 1976 | Greatest Hits                                                | — | — | — | UK13 Silber · (11 Wo.)UK | — | — | Erstveröffentlichung: Dezember 1976 |
| 1981 | 20 Golden Greats                                             | — | — | — | UK98 (1 Wo.)UK | — | — | Erstveröffentlichung: August 1981   |
| 1991 | Nothing But the Best                                         | — | — | — | UK50 (4 Wo.)UK | — | — | Erstveröffentlichung: April 1991    |
| 2004 | The Berry Vest of Gilbert O’Sullivan                         | — | — | — | UK20 Silber · (6 Wo.)UK | — | IE4 Platin · (15 Wo.)IE | Erstveröffentlichung: März 2004     |
| 2012 | The Very Best of Gilbert O’Sullivan – A Singer and His Songs | — | — | — | UK12 Silber · (6 Wo.)UK | — | IE60 (4 Wo.)IE | Erstveröffentlichung: 15. März 2012 |
| 2016 | The Essential Collection                                     | — | — | — | UK11 (5 Wo.)UK | — | — | Erstveröffentlichung: Juni 2016     |

grau schraffiert: keine Chartdaten aus diesem Jahr verfügbar
Weitere Kompilationen
| - 1973: The Best Of - 1973: Humble Beginnings of England’s Gilbert O’Sullivan & Gerry Dorsey (mit Gerry Dorsey) - 1977: 20 Greatest Hits - 1978: Gilbert O’Sullivan - 1981: Spotlight on Gilbert O’Sullivan (2 LPs) - 1981: 20 of the Very Best - 1982: Historia de la Musica Rock, 88 - 1985: 20 Golden Pieces of Gilbert O’Sullivan - 1986: Alone Again - 1988: Another Side | - 1989: His 20 Most Beautiful Songs - 1991: Original Collection 71–77 (Box mit 5 CDs) - 1992: Todo Gilbert O’Sullivan (Sus mejores canciones) (2 CDs) - 1992: The Best of Gilbert O’Sullivan - 1993: Naturally, Best Of - 1995: Rare Tracks - 2004: Caricature: The Box (Box mit 3 CDs) - 2010: The Best of … Live in Concert - 2012: The Very Best of Gilbert O’Sullivan a Singer and His Songs |

### EPs
- 1972: Gilbert O’Sullivan
- 1972: What Can I Do / You / Disappear (Ray O’Sullivan Now Known as Gilbert O’Sullivan, VÖ seiner ersten Aufnahmen)
- 1972: Alone Again (Naturally)
- 1972: Clair
- 1977: 2 + 2 Vol. 23 (inkl. Get Down, Alone Again, Clair und Matrimony)

### Singles
| Jahr | Titel Album                                          | Höchstplatzierung, Gesamtwochen/‑monate, AuszeichnungChartplatzierungen (Jahr, Titel, Album, Platzierungen, Wochen/Monate, Auszeichnungen, Anmerkungen) | Höchstplatzierung, Gesamtwochen/‑monate, AuszeichnungChartplatzierungen (Jahr, Titel, Album, Platzierungen, Wochen/Monate, Auszeichnungen, Anmerkungen) | Höchstplatzierung, Gesamtwochen/‑monate, AuszeichnungChartplatzierungen (Jahr, Titel, Album, Platzierungen, Wochen/Monate, Auszeichnungen, Anmerkungen) | Höchstplatzierung, Gesamtwochen/‑monate, AuszeichnungChartplatzierungen (Jahr, Titel, Album, Platzierungen, Wochen/Monate, Auszeichnungen, Anmerkungen) | Höchstplatzierung, Gesamtwochen/‑monate, AuszeichnungChartplatzierungen (Jahr, Titel, Album, Platzierungen, Wochen/Monate, Auszeichnungen, Anmerkungen) | Anmerkungen                                                     |
| Jahr | Titel Album                                          | DE | AT | CH | UK | US | Anmerkungen                                                     |
| ---- | ---------------------------------------------------- | --- | --- | --- | --- | --- | --------------------------------------------------------------- |
| 1970 | Nothing Rhymed Himself                               | — | — | — | UK8 (11 Wo.)UK | — | Erstveröffentlichung: 30. Oktober 1970                          |
| 1971 | Underneath the Blanket Go The Best Of                | — | — | — | UK40 (4 Wo.)UK | — | Erstveröffentlichung: 26. Februar 1971                          |
| 1971 | We Will The Best Of                                  | — | — | — | UK16 (11 Wo.)UK | — | Erstveröffentlichung: 2. Juli 1971                              |
| 1971 | No Matter How I Try The Best Of                      | — | — | — | UK5 (15 Wo.)UK | — | Erstveröffentlichung: 12. November 1971                         |
| 1972 | Alone Again (Naturally) The Best Of                  | DE33 (5 Wo.)DE | — | — | UK3 (12 Wo.)UK | US1 Gold · (18 Wo.)US | Erstveröffentlichung: 18. Februar 1972                          |
| 1972 | Matrimony Himself                                    | DE28 (6 Wo.)DE | — | — | — | — | Erstveröffentlichung: Mai 1972                                  |
| 1972 | Ooh-wakka-doo-wakka-day The Best Of                  | DE35 (6 Wo.)DE | — | — | UK8 (11 Wo.)UK | — | Erstveröffentlichung: 9. Juni 1972                              |
| 1972 | Clair Back to Front                                  | DE12 (22 Wo.)DE | — | — | UK1 (14 Wo.)UK | US2 Gold · (16 Wo.)US | Erstveröffentlichung: 6. Oktober 1972                           |
| 1973 | Out of the Question Back to Front                    | — | — | — | — | US17 (5 Wo.)US | Erstveröffentlichung: Februar 1973                              |
| 1973 | Get Down I’m a Writer, Not a Fighter                 | DE1 (26 Wo.)DE | AT3 (3 Mt.)AT | CH2 (17 Wo.)CH | UK1 (13 Wo.)UK | US7 Gold · (15 Wo.)US | Erstveröffentlichung: 9. März 1973                              |
| 1973 | Ooh Baby I’m a Writer, Not a Fighter                 | DE8 (16 Wo.)DE | — | CH3 (10 Wo.)CH | UK18 (7 Wo.)UK | US25 (10 Wo.)US | Erstveröffentlichung: 31. August 1973                           |
| 1973 | Why, Oh Why, Oh Why Gilbert O’Sullivan Greatest Hits | DE36 (3 Wo.)DE | — | — | UK6 Silber · (14 Wo.)UK | — | Erstveröffentlichung: 2. November 1973                          |
| 1974 | Happiness Is Me and You Alone Again                  | — | — | — | UK19 (7 Wo.)UK | US62 (7 Wo.)US | Erstveröffentlichung: 1. Februar 1974                           |
| 1974 | A Woman’s Place A Stranger in My Own Backyard        | — | — | — | UK42 (3 Wo.)UK | — | Erstveröffentlichung: 9. August 1974                            |
| 1974 | Christmas Song Gilbert O’Sullivan Greatest Hits      | — | — | — | UK12 (6 Wo.)UK | — | Erstveröffentlichung: 22. November 1974                         |
| 1975 | I Don’t Love You but I Think I Like You Alone Again  | — | — | — | UK14 (6 Wo.)UK | — | Erstveröffentlichung: 30. Mai 1975                              |
| 1980 | What’s in a Kiss Off Centre                          | — | — | — | UK19 (9 Wo.)UK | — | Erstveröffentlichung: 22. August 1980                           |
| 1990 | So What In the Key of G                              | — | — | — | UK70 (3 Wo.)UK | — | Erstveröffentlichung: 1985 Wiederveröffentlichung: Februar 1990 |

grau schraffiert: keine Chartdaten aus diesem Jahr verfügbar
Weitere Singles
| - 1967: Disappear (als Gilbert) - 1968: What Can I Do (als Gilbert) - 1969: Mr. Moody’s Garden (als Gilbert) - 1971: I Wish I Could Cry - 1971: Susan van Heusen - 1974: Going Home - 1975: You Are You - 1975: I’ll Believe It When I See It - 1975: You Never Listen to Reason - 1975: The Marriage Machine - 1976: Doing What I Know - 1976: To Each His Own - 1976: I, of Course, Replied - 1977: My Love and I - 1977: You Got Me Going - 1977: No Telling Why - 1978: Miss My Love Today | - 1980: I Love It But - 1981: Hello, It’s Goodbye - 1980: Can’t Get Enough of You (No tengo suficiente) - 1982: A Minute of Your Time - 1982: Bear with Me - 1988: At the Very Mention of Your Name - 1989: Lost a Friend - 1990: Collection (Medley) - 1990: Get Down ’90 - 1991: What a Way (To Show I Love You) - 1992: Sometimes - 1992: Tomorrow, Today - 1993: The Best Love I Never Had - 1995: Dear Dream - 1998: Ain’t No Telling - 2011: Where Would We Be (Without Tea) - 2011: All They Wanted to Say |

## Auszeichnungen für Musikverkäufe
| Goldene Schallplatte - Japan - 1992: für die Single Tomorrow, Today |

Anmerkung: Auszeichnungen in Ländern aus den Charttabellen bzw. Chartboxen sind in ebendiesen zu finden.
| Land/RegionAuszeichnungen für Musikverkäufe (Land/Region, Auszeichnungen, Verkäufe, Quellen) | Silber     | Gold     | Platin  | Verkäufe  | Quellen        |
| -------------------------------------------------------------------------------------------- | ---------- | -------- | ------- | --------- | -------------- |
| Irland (IRMA)                                                                                | —          | —        | Platin1 | 15.000    | irishcharts.ie |
| Japan (RIAJ)                                                                                 | —          | Gold1    | —       | 50.000    | riaj.or.jp     |
| Vereinigte Staaten (RIAA)                                                                    | —          | 3× Gold3 | —       | 3.000.000 | riaa.com       |
| Vereinigtes Königreich (BPI)                                                                 | 5× Silber5 | Gold1    | —       | 590.000   | bpi.co.uk      |
| Insgesamt                                                                                    | 5× Silber5 | 5× Gold5 | Platin1 |           |                |